# Marude Dameo
Marude Dameo (яп. 丸出だめ夫) — японская манга, автором и иллюстратором которой является Кэндзи Морита. Выпускалась издательством Kodansha в журнале Weekly Shōnen Magazine с 1964 года. По мотивам манги были выпущены 2 аниме-сериала, первый был выпущен студией Toei Animation и транслировался по телеканалу Nippon Television с 7 марта 1966 года по 27 февраля 1967 года. Всего выпущены 52 серии. Второй сериал был выпущен студией Studio Pierrot и транслировался по телеканалу Fuji Television с 2 ноября 1991 года по 26 сентября 1992 года.

## Сюжет
Действие разворачивается вокруг ученика начальных классов по имени Дамэо Марудэ (яп. 丸出 だめ夫), который во всех своих делах терпит бесконечные неудачи, и сопровождающего его робота, который отлично занимается домашним хозяйством.

## Роли озвучивали
- Ёко Тэпподзука — Дамэо
- Ай Орикаса — Тонма
- Дзёдзи Янами — Босс
- Кэнъити Огата — Хэнна Хэнна
- Маюми Танака — Боро
- Мэгуми Огата — девочка
- Рэйко Кондо — Дзиро
- Сигэру Тиба — Сабу-тян